# Александерссон, Туве
Туве Малин Фрида Александерссон (швед. Tove Malin Frida Alexandersson; род. 7 сентября 1992, Стура-Туна, Коппарберг) — шведская ориентировщица и скайраннер. Десятикратная чемпионка мира в ориентировании на лыжах и пятнадцатикратная в ориентировании бегом, четырёхкратная чемпионка Европы по ориентированию бегом, многократный призёр чемпионатов мира и Европы по спортивному ориентированию на лыжах и по спортивному ориентированию бегом. В 2018 году она выиграла дистанцию на чемпионате мира по скайраннингу, который стал ее второй гонкой в скайраннинге. В 2021 году Туве победила в комбинированной дисциплине на чемпионате мира по ски-альпинизму. Находится на вершине как бегового, так и лыжного ориентирования.

## Чемпионаты мира среди юниоров
Александерссон стала победительницей на средней (миддл) дистанции Чемпионата мира среди юниоров по спортивному ориентированию в 2009 году, когда ей было 16 лет, конкурируя со спортсменками до четырёх лет старше её. Она так же завоевала титул чемпиона на средней дистанции в 2010 и 2012 годах. Кроме того, выиграла ещё де золотые медали в спринте и в эстафете, две серебряные и одну бронзовую на длинной дистанции (Лонг).

## Спортивное ориентирование на лыжах
Она завоевала золотую медаль в спринтерской дистанции на чемпионате мира по лыжному ориентированию в Швеции в 2011 году. В 2015 году она в очередной раз выиграла чемпионат мира. Александерссон на чемпионате мира в Красноярске в 2017 году выиграла три золотые медали.

## Чемпионат мира по спортивному ориентированию бегом
В 2016 году выиграла обе индивидуальные лесные дисциплины на Чемпионат мира по спортивному ориентированию бегом.
В 2017 году она продолжала доминировать на чемпионате мира по спортивному ориентированию в Эстонии, где она выиграла все лесные дистанции (средняя, длинная и эстафета).
В 2018 ЧМ она выиграла серебряные медали в спринте и эстафете, золотые — в смешанной эстафете. и длинной дистанции.
| Year    |         |         |        |          |                    |     |
| Возраст | Длинная | Средняя | Спринт | Эстафета | Смешанная эстафета |     |
| 2011    | 18      | —       | —      | —        | 3                  | н/д |
| 2012    | 19      | —       | 2      | —        | 2                  | н/д |
| 2013    | 20      | 2       | 2      | —        | 4                  | н/д |
| 2014    | 21      | 2       | 3      | 2        | 3                  | —   |
| 2015    | 22      | 4       | —      | —        | —                  | —   |
| 2016    | 23      | 1       | 1      | —        | 5                  | —   |
| 2017    | 24      | 1       | 1      | —        | 1                  | —   |
| 2018    | 25      | 1       | DSQ    | 2        | 2                  | 1   |
| 2019    | 26      | 1       | 1      | н/д      | 1                  | н/д |
| 2021    | 28      | 1       | 1      | 1        | 1                  | 1   |

## Кубок мира
Выигрывала кубок мира по спортивному ориентированию четыре года подряд (2014—2017).

## Чемпионат Европы
Тувевона выиграла индивидуальные лесные дисциплины чемпионата Европы по спортивному ориентированию в 2016 году. В 2018 году она завоевала золотые медали в спринте и на длинной дистанции, также стала серебряным призёром на средней дистанции.

## Скайраннинг
В 2017 году Туве выиграла 29 километровую гонку Limone Extreme.

## Награды
- Королевская медаль Его Величества за заслуги перед шведским спортом (2022)[12]